# Gura Padinii (gmina)
Gura Padinii – gmina w Rumunii, w okręgu Aluta. Obejmuje miejscowości Gura Padinii i Satu Nou. W 2011 roku liczyła 1693 mieszkańców.